# Monoxenus nigrovitticollis
Monoxenus nigrovitticollis är en skalbaggsart som beskrevs av Stefan von Breuning 1956. Monoxenus nigrovitticollis ingår i släktet Monoxenus och familjen långhorningar. Inga underarter finns listade i Catalogue of Life.